# Fabián Canobbio
Néstor Fabián Canobbio Bentaberry (* 8. März 1980 in Montevideo), auch bekannt als Néstor Canobbio, ist ein uruguayischer Fußballspieler.

## Karriere

### Verein
Fabián Canobbio ist der Bruder des Fußballspielers Carlos Canobbio. Die Karriere des nach Vereinsangaben 1,81 Meter großen Canobbio begann 1996 beim uruguayischen Verein Club Atlético Progreso. Dort debütierte er im Folgejahr, spielte bis ins Jahr 2000 in der Segunda División, schoss mindestens 13 Tore und wechselte anschließend innerhalb der Stadt zum eine Liga höher antretenden Club Atlético Peñarol, für den er ab der Apertura 2001 auf dem Platz stand. Mit den Montevideanern wurde er einmal Meister (2003), ehe er sich nach Spanien zum FC Valencia verabschiedete. Nach nur einer Spielzeit mit elf Einsätzen in der Primera División (ein Tor) verließ er den Verein wieder, nachdem er zuvor vom neuen Trainer Claudio Ranieri aussortiert worden war. Allerdings gewann er in jener Saison mit den Spaniern den Landesmeistertitel und den UEFA-Pokal 2003/04. Er wechselte Ende August 2004 auf Leihbasis und mit einer auf etwa zwei Millionen Euro taxierten Kaufoption für seinen neuen Klub zu Celta Vigo. Dort nahm Canobbio eine zentrale Rolle im Mittelfeld ein, lief insgesamt 131-mal für seinen Klub auf und traf dabei 29-mal ins gegnerische Tor. Mit Celta Vigo trat er zunächst in der Segunda División an und stieg am Ende der Spielzeit 2004/05 auf. Der Verein zog die Kaufoption, konnte den vereinbarten Kaufpreis aber offenbar noch drücken. 2005/06 gehörte er neben Baiano, Oubiña, Silva und Pinto zu den Leistungsträgern. Am Saisonende qualifizierte die Mannschaft sich für den UEFA-Pokal. In der Saison 2006/2007, in der Canobbio schwache Leistungen ablieferte, folgte der Abstieg. Im Sommer 2008 wechselte Canobbio zum spanischen Erstligisten Real Valladolid. Nach dem Abstieg des Vereins am Ende der Saison 2009/10 verließ er den Klub und wechselte in die griechische Super League zu AE Larisa. Dort absolvierte er in der Spielzeit 2010/11 18 Spiele und erzielte drei Treffer. Im September 2011 kehrte Canobbio nach acht Jahren in Europa zurück nach Uruguay und schloss sich dem Centro Atlético Fénix an. Dort kam er in der Apertura 2011 fünfmal in der Primera División zum Einsatz (kein Tor). Anschließend spielte er ab Februar 2012 für Progreso. Für die Clausura 2012 liegen keine Einsatzdaten vor. Nach einem starken Torneo Apertura mit vier Toren in 13 Ligaeinsätzen ging er zur Rückrunde (Clausura) der Saison 2012/13 denselben Weg wie Leonardo Ramos, sein bisheriger Trainer bei Progreso, und schloss sich Danubio an. Canobbio unterzeichnete einen Ein-Jahres-Vertrag. Für Danubio lief er sodann 15-mal in der Clausura 2013 auf und erzielte auch in dieser Halbserie vier Treffer. In der Spielzeit 2013/14 absolvierte er lediglich drei weitere Erstligaspiele für die Montevideaner, mit denen er am Saisonende Uruguayischer Meister wurde. Zur neuen Spielzeit 2014/15 verlängerte er seinen Vertrag. In der Saison 2014/15 wurde er in drei Erstligaspielen (kein Tor) und einer Partie (kein Tor) der Copa Sudamericana 2014 eingesetzt. Anschließend verließ er den Klub.

### Nationalmannschaft
Canobbio, der bereits der an den U-17-Südamerikameisterschaften des Jahres 1997 in Paraguay teilnehmenden uruguayischen U-17-Mannschaft angehörte, spielte in der U-20-Auswahl seines Heimatlandes unter anderem gemeinsam mit Diego Forlán, Javier Chevantón, Fabián Carini und Diego Pérez bei der U-20-Fußball-Weltmeisterschaft 1999 in Nigeria. Im Verlaufe des WM-Turniers kam er viermal zum Einsatz und erzielte ein Tor. 1999 nahm er mit Uruguays U-20 ebenfalls an der Südamerikameisterschaft teil und wurde Zweiter. Canobbio trat darüber hinaus mit der uruguayischen B-Nationalmannschaft beim Sanghai International Tournament (Torneo Internacional de Shanghai) in Shanghai im Jahre 1999 an und gewann diesen Wettbewerb. Dabei wurde er in den Spielen gegen Sydney United und Yokohama FC jeweils in der Startelf eingesetzt.
Von seinem Debüt am 7. Oktober 2001 bis zu seinem letzten Einsatz am 14. Juli 2007 absolvierte Canobbio neun Länderspiele (kein Tor) für die uruguayische Fußballnationalmannschaft. (Stand: 16. Oktober 2012) Er gehörte zum Kader bei der Copa América 2007 in Venezuela.

### Erfolge
- UEFA-Pokal: 2003/04
- Spanischer Meister: 2003/04
- Uruguayischer Meister: 2003, 2013/14
- Junioren-Vize-Südamerikameister: 1999